# Rivière D'Alembert
Rivière D'Alembert är ett vattendrag i Kanada.   Det ligger i provinsen Québec, i den sydöstra delen av landet, 400 km nordväst om huvudstaden Ottawa. Rivière D'Alembert ligger vid sjön Lac Asselin.
I omgivningarna runt Rivière D'Alembert växer i huvudsak blandskog. Runt Rivière D'Alembert är det mycket glesbefolkat, med 3 invånare per kvadratkilometer.